# Isabel García Tejerina
Isabel García Tejerina, née le 9 octobre 1968 à Valladolid, est une femme politique espagnole membre du Parti populaire (PP).
Elle est ministre de l'Agriculture et de l'Environnement entre le 28 avril 2014 et le 7 juin 2018.

## Biographie

### Formation et vie professionnelle
Elle est ingénieure agronome, diplômée de l'université polytechnique de Madrid, et titulaire d'une licence de droit de l'université de Valladolid.

### Engagement politique
Entre juin 2000 et avril 2004, elle est secrétaire générale de l'Agriculture au ministère de l'Agriculture, de la Pêche et de l'Alimentation, alors dirigé par Miguel Arias Cañete. Avec le retour du PP au pouvoir, elle retrouve ce poste en février 2012.

### Ministre de l'Agriculture
Le 28 avril 2014, Isabel García Tejerina prend la succession de Cañete en tant que ministre de l'Agriculture, de l'Alimentation et de l'Environnement.

### Députée au Congrès
Pour les élections générales du 20 décembre 2015, elle est investie en troisième position sur la liste que conduit le président du gouvernement Mariano Rajoy pour la Communauté de Madrid, la liste obtenant treize des trente-six sièges à pourvoir. À l'ouverture de la XIe législature, elle rejoint les bancs du groupe populaire.
Pour les élections générales du 26 juin 2016, elle occupe de nouveau la troisième position sur la liste que conduit le président du gouvernement Mariano Rajoy pour la Communauté de Madrid. La liste obtient 38,27 % des voies et remporte quinze des trente-six sièges à pourvoir soit deux de plus qu'en décembre 2015. Pour la XIIe législature, elle siège au sein du groupe populaire.